# La mia canzone al vento
La mia canzone al vento è un film del 1939 diretto da Guido Brignone.